# Arcade Classics
Arcade Classics est une compilation de trois jeux vidéo d'arcade de l'éditeur Atari, sorti en 1996 en Europe et aux États-Unis sur Mega Drive, et uniquement aux États-Unis sur Game Gear.
La cartouche contient les jeux Centipede, Pong et Missile Command.

## Accueil
- Electronic Gaming Monthly : 3,875/10 (MD)[1]
- Next Generation : 1/5 (MD)[2]